# وزارة الشهداء والمعاقين (أفغانستان)
وزارة الشهداء والمعاقين هي إحدى وزارات جمهورية أفغانستان الإسلامية. الوزير الحالي هو ملا عبد المجيد آخند منذ 4 أكتوبر 2021.

## التاريخ
في عام 1359 م، بدمج عدد من الإدارات التي كانت تعمل بشكل غير متسق ومشتت في مجال العمل والرعاية الاجتماعية، سميت رئاسة بالمديرية العامة للعمل والتأمينات الاجتماعية، بهوية الهيئة المركزية للإدارة الحكومية، بدأ العمل في إطار مجلس الوزراء آنذاك.
غيرت هذه الإدارة مكانتها في عام 1363 بلقب لجنة الدولة للعمل والضمان الاجتماعي كإدارة مستقلة وفي عام 1367 تحت اسم الإدارة المركزية للعمل والضمان الاجتماعي، تم ترقيتها إلى مستوى أعلى وكانت أنشطتها في على مستوى المؤسسات الحكومية وغير الحكومية والأجنبية تلاه أحد سكان أفغانستان.
في عام 1369، مديريات رياض الأطفال ودور الأيتام ومراكز رعاية المرأة، التي يكون نطاق عملها في مجال الرعاية الاجتماعية، بناءً على المرسوم رقم 816 ؛ في 3/5/1369 تم ترقية حكومة الوقت وموافقة المجلس الوطني إلى هذه الدائرة المتكاملة وترقيتها إلى مستوى الوزارة. في عام 1376، بعد سيطرة طالبان على كابول، تم تخفيض هذه الوزارة مرة أخرى إلى مستوى المديرية العامة العليا.
مع إنشاء الإدارة المؤقتة، تمت ترقية هذه المديرية مرة أخرى إلى مستوى الوزارة، وفي عام 2005 م، بناءً على مرسوم عام 1903 ؛ 23/5/1385 انضمام رئاسة جمهورية أفغانستان الإسلامية ووزارة الشهداء والمعاقين إلى وزارة العمل والشؤون الاجتماعية.

## وصلات خارجية
- الموقع الرسمي للوزارة